# Tosafot
Tosafot (în ebraică: תוספות, adică „adăugiri”) sunt comentarii medievale la mai mult de treizeci din tractatele Talmudului. Ele iau forma unor glose critice sau explicative, și sunt tipărite, în majoritatea edițiilor Talmudului, pe marginea exterioară a paginii, pe partea opusă comentariilor lui Rashi, Acele tosafot care însoțesc edițiile curente ale Talmudului se numesc Tosafot shelanu (Tosafot ale noastre)
Autorii Tosafoturilor au trăit în secolele al XII_lea-al XIII-lea în Germania, Franța, Anglia și Italia și sunt cunoscuți ca Tosafiști ( în ebraică B'aley HaTosafot)
Datorită contribuției exegezei lui Rashi (Rabbi Shlomo Itzhaki), Talmudul a devenit mai accesibil pentru cei care îl studiau, studiul Talmudului s-a răspândit și ieșivele din numeroase regiuni ale Europei au înflorit. O trăsătură a metodei de învățare în ieșive era libertatea discuției în jurul surselor primare, ocazia dată elevilor de a pune în discuție opiniile profesorilor lor. Aceasta atmosferă pedagogică și obiceiul de a înregistra în scris discuțiile lansate au contribuit la apariția a numeroase scrieri. Elevii se transferau de la o ieșivă la alta și difuzau notițele luate.
Cei dintâi Tosafiști au fost ucenici, inclusiv nepoți, ai lui Rashi care și-au propus la început numai să lămurească chestiunile neclare din opera maestrului lor. Însă, cu timpul, lucrările lor s-au extins, devenind de a dreptul comentarii adăugate, direct,la Talmud. Tosafot-urile erau un produs de creativitate colectivă, deoarece autorii lor nu au văzut în ele o muncă finalizată, și adesea, noi generații de elevi scurtau sau lărgeau scrierile dascălilor lor.
Printre cei mai renumiți tosafiști s-au numărat Rabbenu Tam (Yaakov ben Meir) și Rashbam, amândoi nepoți ai lui Rashi. Unul din ultimii tosafiști a fost Rabeinu Osher sau Rosh, care a activat multă vreme ca rabin în orașul Barcelona pe teritoriul Cataloniei de astăzi. Notele din învățătura halahică a lui Rosh, au constituit laolaltă cu scrierile lui Maimonide si ale lui Itzhak Alfasi (Maroc, sec. IX-X) baza codului Shulhan Arukh al iudaismului.
Alti tosafiști renumiți au fost Yehuda ben Itzhak Sir Leon, Itzhak ben Shmuel din Dampierre, Yehiel din Paris etc.